# Simona Monyová

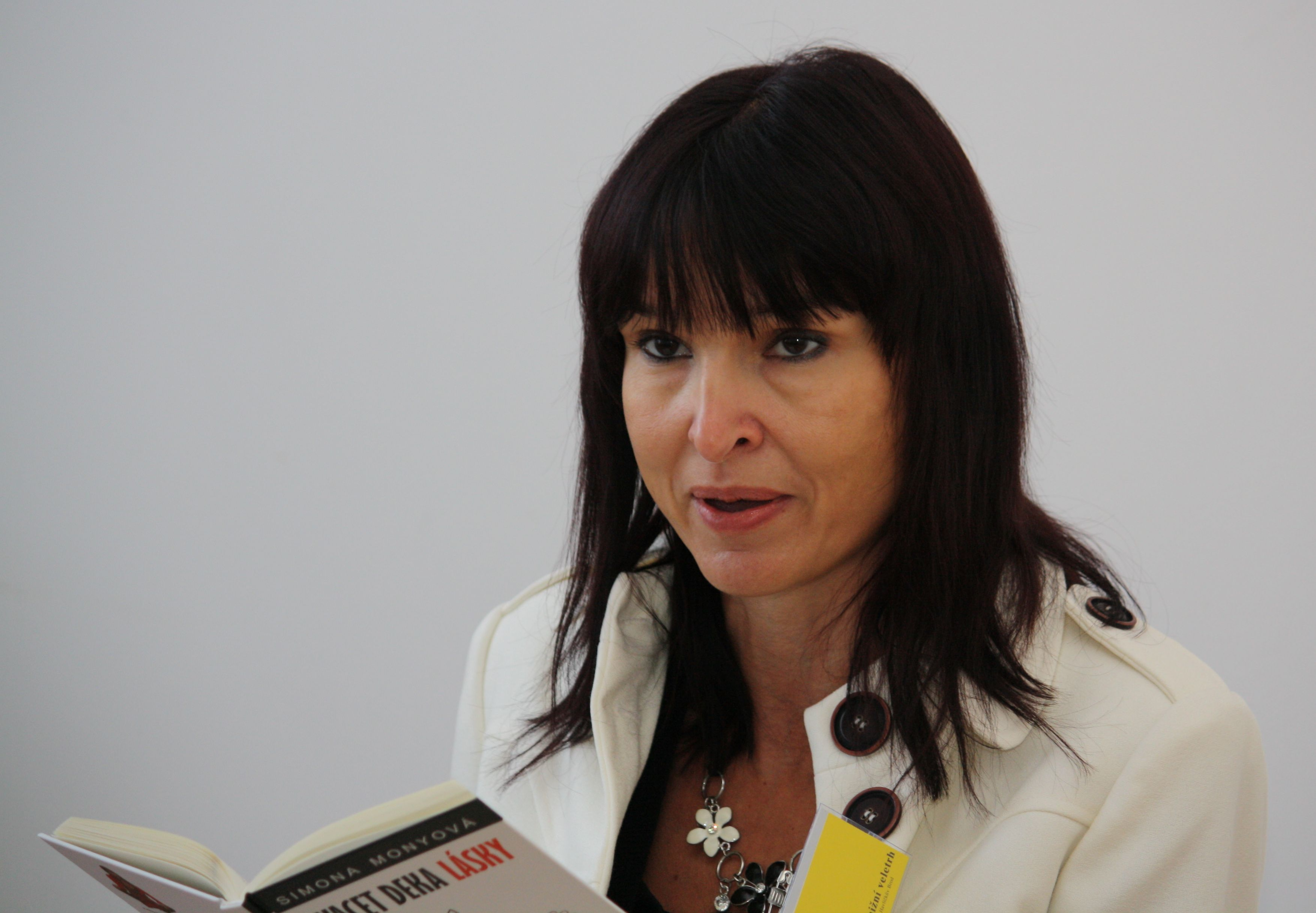
Simona Monyová bei einer Buchpräsentation in Havlíčkův Brod (2010)

Simona Monyová (* 17. März 1967 in Brno; † 3. August 2011 in Brno-Obřany) war eine tschechische Autorin.

## Leben
Monyová begann im Alter von 15 Jahren mit dem Schreiben und machte dies später zu ihrem Beruf. Gegenstand ihrer romantischen Erzählungen und Beziehungsdramen, die sich an eine weibliche Leserschaft richteten, waren Liebe, Leidenschaft, Sex, Eifersucht und Intrigen. Sie veröffentlichte seit 1997 25 Bücher, die in Tschechien hohe Auflagen erzielten und zu Bestsellern wurden. Seit 2002 betrieb Monyová gemeinsam mit ihrem zweiten Ehemann Boris Ingr einen eigenen Verlag, in dem ihre Bücher erschienen. Ihr Roman Tchyně a uzený… bildete die Vorlage für den gleichnamigen Fernsehfilm.
Monyová wurde nach einem Notruf in der Nacht vom 3. zum 4. August 2011 von der Polizei mit Stichverletzungen tot in ihrem Haus aufgefunden. Dem war offenbar ein Streit mit Boris Ingr vorausgegangen, der als dringend Tatverdächtiger festgenommen wurde.
Sie war zweimal verheiratet und hatte drei Söhne, von denen zwei aus der ersten Ehe stammten.

## Publikationen
- Osud mě má rád, Tobiáš, Havlíčkův Brod 1997
- Milostná strategie, Petra, Praha 1997
- Zítra vyjde slunce, Petra, Praha 1998
- Jednou za život, Víkend, Praha 2000
- Manželky na odpis, Boris Ingr 2002
- Poslední extáze, Boris Ingr 2002
- Tchyně a uzený..., Boris Ingr 2003
- Roznese tě na kopytech, Boris Ingr 2003
- Utrhnout se ze řetězu, Boris Ingr 2003
- Hra svalů, Boris Ingr 2004
- Deník citového vyděrače, Boris Ingr 2004
- Ženu ani květinou..., Boris Ingr 2004
- Krotitelka snů, Boris Ingr 2005
- Otcomilky, Boris Ingr 2005
- Jednou nohou v blázinci, Boris Ingr 2005
- Opiju tě rohlíkem, Boris Ingr 2006
- Střípky z ložnic, Boris Ingr 2006
- Pletky s osudem, Boris Ingr 2006
- Sebemilenec, Boris Ingr 2006
- Konkurz na milence, Boris Ingr 2007
- Kudlanka bezbožná, Boris Ingr 2007
- Já o koze, on o voze..., Boris Ingr 2007
- Matka v krizi, Boris Ingr 2008
- Matka v koncích, Boris Ingr 2008
- Hříšný kanec, Boris Ingr 2009
- CD Otrokyně lásky, Boris Ingr 2009
- Blonďatá stíhačka, Boris Ingr 2010
- Dvacet deka lásky, Boris Ingr 2010
- Citová divočina, Boris Ingr 2011
- Srdceboly, Boris Ingr 2011